# Primera B Nacional

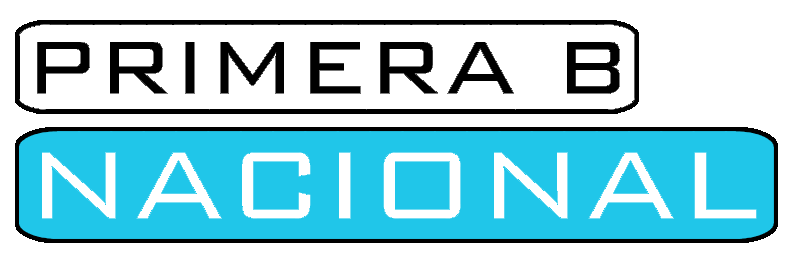
Logo

De Primera B Nacional is het tweede niveau van het voetbal in Argentinië en de competitie wordt door de Argentijnse voetbalbond georganiseerd. Sinds het seizoen 2019/20 bestaat de competitie uit 32 clubs verdeeld over twee zones, een zone A en B met ieder 16 clubs.
Het is een landelijke competitie en onder de Primera B Nacional zijn twee derde niveaus. De Primera B Metropolitana voor clubs uit de provincies Buenos Aires en Santa Fe en het Torneo Argentino A voor clubs uit de rest van het land. De twee winnaars van de zones promoveren naar de Primera División Argentinië en de nummers twee tot en met vier van beide zones spelen promotie- degradatiewedstrijden met de op twee na slechtst presterende club, over de laatste 3 seizoenen, van de Primera División. 

## Uitslagen
Competitie per kalenderjaar
| Seizoen | Kampioen                    | Ook gepromoveerd  |
| ------- | --------------------------- | ----------------- |
| 1986–87 | Deportivo Armenio           | Banfield          |
| 1987–88 | Textil Mandiyú              | San Martín (T)    |
| 1988–89 | Chaco For Ever              | Unión             |
| 1989–90 | Huracán                     | Lanús             |
| 1990–91 | Quilmes                     | Belgrano          |
| 1991–92 | Lanús                       | San Martín (T)    |
| 1992–93 | Banfield                    | Gimnasia y Tiro   |
| 1993–94 | Gimnasia y Esgrima de Jujuy | Talleres          |
| 1994–95 | Estudiantes de La Plata     | Colón             |
| 1995–96 | Huracán de Corrientes       | Unión             |
| 1996–97 | Argentinos Juniors          | Gimnasia y Tiro   |
| 1997–98 | Talleres                    | Belgrano          |
| 1998–99 | Instituto                   | Chacarita Juniors |
| 1999–00 | Huracán                     | Los Andes Almagro |
| 2000–01 | Banfield                    | Nueva Chicago     |
| 2001–02 | Olimpo                      | Arsenal           |

Apertura en Clausura seizoenen
| Seizoen | Apertura kampioen   | Clausura kampioen           | Ook gepromoveerd                           |
| ------- | ------------------- | --------------------------- | ------------------------------------------ |
| 2002–03 | Atlético de Rafaela | Atlético de Rafaela         | Quilmes                                    |
| 2003–04 | Instituto           | Almagro                     | Argentinos Juniors Huracán de Tres Arroyos |
| 2004–05 | Tiro Federal        | Gimnasia y Esgrima de Jujuy | —                                          |
| 2005–06 | Godoy Cruz          | Nueva Chicago               | Belgrano                                   |
| 2006–07 | Olimpo              | Olimpo                      | San Martín de San Juan Huracán Tigre       |

Competitie per kalenderjaar
| Seizoen | Kampioen                                                        | Plaats 2                                                        | Plaats 3                                                        |
| ------- | --------------------------------------------------------------- | --------------------------------------------------------------- | --------------------------------------------------------------- |
| 2007–08 | San Martín (T)                                                  | Godoy Cruz                                                      | Unión                                                           |
| 2008–09 | Atlético Tucumán                                                | Chacarita Juniors                                               | Atlético de Rafaela                                             |
| 2009–10 | Olimpo                                                          | Quilmes                                                         | Atlético de Rafaela                                             |
| 2010–11 | Atlético de Rafaela                                             | Unión de Santa Fe                                               | San Martín de San Juan                                          |
| 2011–12 | River Plate                                                     | Quilmes                                                         | Instituto                                                       |
| 2012–13 | Rosario Central                                                 | Gimnasia y Esgrima (LP)                                         | Olimpo                                                          |
| 2013–14 | Banfield                                                        | Defensa y Justicia                                              | Independiente                                                   |
| 2014    | Colón & Unión de Santa Fe¹                                      |                                                                 |                                                                 |
| 2015    | Atlético Tucumán                                                | Patronato                                                       | Ferro Carril Oeste                                              |
| 2016    | Talleres (C)                                                    | Chacarita Juniors                                               | Gimnasia y Esgrima (J)                                          |
| 2016–17 | Argentinos Juniors                                              | Chacarita Juniors                                               | Guillermo Brown                                                 |
| 2017–18 | Aldosivi                                                        | Almagro                                                         | San Martín (T)                                                  |
| 2018–19 | Arsenal                                                         | Sarmiento (J)                                                   | Nueva Chicago                                                   |
| 2019–20 | (opgeschort op 17 maart 2020 en niet uitgespeeld door COVID 19. | (opgeschort op 17 maart 2020 en niet uitgespeeld door COVID 19. | (opgeschort op 17 maart 2020 en niet uitgespeeld door COVID 19. |
| 2020    | Club Atlético Sarmiento                                         | Estudiantes de Río Cuarto                                       | Geen derde plaats                                               |
| 2021    | CA Tigre                                                        | CA Barracas Central                                             | Geen derde plaats                                               |
| 2022    |                                                                 |                                                                 |                                                                 |

¹ 2014: geen kampioen vanwege herstructurering competitie

Agropecuario ·
All Boys · 
Almagro · 
Alvarado · 
Atlanta · 
Atlético de Rafaela · 
Barracas Central ·
Belgrano ·
Brown de Adrogué ·  
Chacarita · 
Defensores de Belgrano · 
Deportivo Morón · 
Estudiantes (BA) · 
Estudiantes (RC) · 
Ferro Carril Oeste · 
Gimnasia y Esgrima (J) · 
Gimnasia y Esgrima (M) ·
Guillermo Brown (M) · 
Independiente Rivadavia · 
Instituto (C) · 
Mitre (SdE) · 
Nueva Chicago · 
Platense · 
Quilmes · 
Riestra · 
San Martín (SJ) · 
San Martín (T) · 
Santamarina · 
Sarmiento (J) · 
Tigre · 
Temperley ·
Villa Dálmine